# Киселёво-Будский сельсовет
Киселёво-Будский сельсовет (белор. Кісялёвабудскі сельсавет) — административная единица на территории Климовичского района Могилёвской области Беларуси. Административный центр — деревня Киселева Буда.

## Состав
Включает 18 населённых пунктов:
- Великий Мох — посёлок.
- Завидовка — деревня.
- Звенчатка — агрогородок.
- Ивановск — деревня.
- Киселева Буда — деревня.
- Ковалёвка — деревня.
- Кресовка — деревня.
- Кулешовка — деревня.
- Незнань — деревня.
- Новые Прянички — деревня.
- Новый Дедин — деревня.
- Папоротка — деревня.
- Роськов — деревня.
- Селец — деревня.
- Старые Прянички — деревня.
- Старый Дедин — деревня.
- Фёдоровка — деревня.
- Шестёровка — деревня.